# Константін Гилке
Константин Гилке (рум. Constantin Gâlcă, нар. 8 березня 1972, Бухарест) — румунський футболіст, захисник. Згодом футбольний тренер.
Насамперед відомий виступами за клуби «Стяуа» та «Еспаньйол», а також національну збірну Румунії.
Чотириразовий чемпіон Румунії. Дворазовий володар Кубка Румунії. Володар Кубка Іспанії з футболу.

## Клубна кар'єра
У дорослому футболі дебютував 1988 року виступами за команду клубу «Прогресул», в якій провів один сезон.
Протягом 1989—1991 років захищав кольори команди клубу «Арджеш».
Своєю грою за останню команду привернув увагу представників тренерського штабу клубу «Стяуа», до складу якого приєднався 1991 року. Відіграв за бухарестську команду наступні п'ять сезонів своєї ігрової кар'єри. Більшість часу, проведеного у складі «Стяуа», був основним гравцем захисту команди. За цей час чотири рази виборював титул чемпіона Румунії, ставав володарем Кубка Румунії (двічі).
Протягом 1996—1997 років захищав кольори команди клубу «Мальорка».
У 1997 році уклав контракт з клубом «Еспаньйол», у складі якого провів наступні чотири роки своєї кар'єри гравця. Граючи у складі «Еспаньйола» також здебільшого виходив на поле в основному складі команди. За цей час додав до переліку своїх трофеїв титул володаря Кубка Іспанії з футболу.
З 2001 року два сезони захищав кольори команди клубу «Вільярреал».
Протягом 2002—2003 років захищав кольори команди клубу «Реал Сарагоса».
Завершив професійну ігрову кар'єру у нижчоліговому клубі «Альмерія», за команду якого виступав протягом 2003—2006 років.

## Виступи за збірну
У 1993 році дебютував в офіційних матчах у складі національної збірної Румунії. Протягом кар'єри у національній команді, яка тривала 13 років, провів у формі головної команди країни 68 матчів, забивши 4 голи.
У складі збірної був учасником чемпіонату світу 1994 року у США, чемпіонату Європи 1996 року в Англії, чемпіонату світу 1998 року у Франції, а також чемпіонату Європи 2000 року у Бельгії та Нідерландах.

## Тренерська кар'єра
Завершивши виступи на футбольному полі залишився в іспанській Альмерії, де за декілька років у 2009 очолив тренерський штаб команди дублерів «Альмерії», яка виступала у четвертому за силою іспанському дивізіоні. Після низки незадовільних результатів «Альмерії Б» 2010 року був звільнений з посади її головного тренера.
20 серпня 2013 року став головним тренером юнацької збірної Румунії U17. Пропрацювавши з юнаками менше року, у червні 2014 року припинив роботу у цій збірній, того ж місяця уклав дворічний контракт як головний тренер столичного клубу «Стяуа».  У своєму першому сезоні на чолі румунського гранда зробив «золотий дубль», вигравши чемпіонат і Кубок країни.
Успіхи молодого тренера привернули увагу керівництва ще одного його колишнього клубу — іспанського «Еспаньйола», і по ходу сезону 2015/16 його було запрошено замінити на тренерському містку барселонського клубу Серхіо Гонсалеса. Прийняв керівництво «Еспаньйолом» у грудні 2015 року, проте не зумів покращити результати команди, яка завершила сезон на 13-ій позиції у чемпіонаті, після чого румунського тренера було звільнено.
Восени 2016 року перебрався до Саудівської Аравії, очоливши місцевий «Аль-Таавун». Пропрацював з командою цього клубу лише до березня 2017. За два місяці, у травні 2017, став головним тренером іншої саудівської команди, «Аль-Файха», перебування в якій виявилося ще коротшим.

## Титули і досягнення

### Як гравець
- Чемпіон Румунії (4):

«Стяуа»:  1992–93, 1993–94, 1994–95, 1995–96
- Володар Кубка Румунії (2):

«Стяуа»:  1991–92, 1995–96
- Володар Суперкубка Румунії (2):

«Стяуа»:  1994, 1995
- Володар Кубка Іспанії з футболу (1):

«Еспаньйол»:  1999–00

### Як Тренер
- Чемпіон Румунії (1):

«Стяуа»: 2014–15
- Володар Кубка Румунії (1):

«Стяуа»: 2014–15
- Володар Кубка румунської ліги (1):

«Стяуа»: 2014–15